# Florin Croitoru
Florin Ionuț Croitoru est un haltérophile roumain né le 25 août 1993 à Bucarest.

## Palmarès

### Jeux olympiques
- 2012 à Londres
  - 9e en moins de 56 kg. Disqualifié[1]
- 2010
  - participation

### Championnats d'Europe
- 2013 à Tirana
  -  Médaille d'or en moins de 62 kg.
- 2011 à Kazan
  -  Médaille de bronze en moins de 56 kg.